# Filippo Argenti
Filippo Cavillucci Argenti, conocido también como Filippo Argenti/Argente (... - ...), fue un político de Italia. Era miembro de la familia aristocrática florentina de los Adimari, enemigo de Dante Alighieri. Es citado por este último en el canto VIII del Infierno de La Divina Comedia. También  en el Decamerón de Giovanni Boccaccio.
Filippo Cavicciuoli, con sobrenombre "Argenti" o "Argente" en virtud del hábito de tomar el caballo con herraje de plata, era descrito como "hombre grande y musculoso, e iracundo y bizarro más que otra cosa, y dotado de puños que parecían de hierro".
Se dice que en una ocasión abofeteó a Dante y como su familia se opuso a la revocación del edicto a cargo del poeta, que habría confiscados sus bienes. Los dos hijos de Filippo, Giovanni y Salvatore Argente nacieron en Florencia, ricos mercaderes y banqueros que se trasladaron a vivir a Barcelona y posteriormente a Valencia, instalándose en el pueblo de Navarrés. 
La disputa entre la familia Alighieri y Adimari nació cuando Argenti le pidió a Dante, su vecino de casa, ir al juez y hablar bien de él a fin de sacarlo de ciertos problemas judiciales. Pero Dante, que ya en esa época no veía con buenos ojos a Filippo, hizo lo contrario, agregando a los ya existentes cargos aquella de reiterada usurpación del suelo público que le hizo duplicar la multa. 
Existe también una leyenda sobre Filippo: se dice que iba a caballo por las calles de Florencia teniendo las piernas bien abiertas de forma que golpeaba en cara a cualquier persona cercana a él.
La gente exasperada por este comportamiento fue a reclamar al ayuntamiento diciendo que el susodicho debía cabalgar con las piernas lo más cerradas posibles.
Dicen que Dante descubrió también un caso de corrupción de la política de gestión de la urbe toscana, en el cual era cómplice Filippo Argenti pero nunca se pudo comprobar.

## La cita entre los condenados
Filippo Argenti es presentado por el mismo Dante en su Divina Comedia (Inf. VIII, v. 52-63) con uno de los más violentos y dramáticos pasajes del Infierno dantesco. Por siglos los lectores y comentadores buscaron de entender la violencia con la cual tanto Dante como Virgilio tratan a este condenado: por un lado está la hipótesis que encontrándose en el círculo de los iracundos, Dante entre en contacto con el mismo pecado de la ira para comprenderlo y purificarse de aquel; por otro lado esta explicación no es suficiente a entender la ferocidad de la situación, y dirigiéndose a los cuentistas de Florencia del final del XIV siglo, se comprende como en este episodio entre en juego la vida personal del poeta..

Y yo: "Maestro, mucho desearía

el verle zambullirse en este caldo,

antes que de este lago nos marchemos".

Y él me repuso: "Aún antes que la orilla

de ti se deje ver, serás saciado:

de tal deseo conviene que goces.

Al poco vi la gran carnicería

que de él hacían las fangosas gentes;

a Dios por ello alabo y doy las gracias.

"¡A por Felipe Argenti!" se gritaban,

y el florentino espíritu altanero

contra sí mismo volvía los dientes.
La Divina Comedia, Infierno, VIII vv. 52-63 - Dante Alighieri